# 中华路 (镇江市)
32°12′44″N 119°26′24″E / 32.2122137°N 119.439903°E
中华路是中国江苏省镇江市润州区的一条街道，东至电力路，西转北至长江路，长927米，宽10-20米。
明朝时，所在为京杭大运河镇江段的5个入江口门中最西面的一个，称为大京口。民国初年逐渐淤废。江蘇省政府迁驻镇江县后，大京口被填平筑为马路。自江边公共码头至石浮桥，取名大口门大街，后改名为中华路。工程于当年3月份开工，11月竣工。文革期间，中华路一度改称反帝路，文革后又恢复原名。中华路起初东至宝塔路，1994年，延伸至电力路。 
中华路由于邻近江边轮船码头，曾经是镇江的主要繁华街道之一，店铺林立。1937年在抗日战争中遭受日军破坏。水运衰落以及镇江市中心东移以后，中华路也渐趋衰落。
与中华路交汇的小街小巷甚多，纵横交错：日新街、盆汤巷、天主街（今人民街）、鱼巷、柴炭巷、宝安新街、狮子街、老新街、又新街、大杨家巷、小杨家巷、小营盘、大闸口、中华路后街、姚一湾、陶家门、打索街、邹家巷、浮桥巷等。

## 备注
1. ↑  自西向东分别为大京口、小京口、甘露口、丹徒口和谏壁口。